# Dominik Reinhardt
Dominik Reinhardt est un footballeur allemand, né le 19 décembre 1984 à Leverkusen. Il évolue comme arrière droit.

## Palmarès
- 1.FC Nuremberg
  - Vainqueur de la Coupe d'Allemagne : 2007.
  - Vainqueur de la 2.Bundesliga : 2004.